# Наталка Полтавка (фільм, 1936)
«Наталка Полтавка» — український художній фільм режисера Івана Кавалерідзе, відзнятий 1936 на кіностудії «Українфільм». Фільм поновлено у 1969 році на кіностудії ім. О. Довженка.

## Особливості фільму
Перша кіноопера в українському кіномистецтві — екранізація опери Миколи Лисенка (1842—1912), створеної за однойменною п'єсою Івана Котляревського.
Це перший український звуковий фільм, у якому вперше актори співали під фонограму. 4 грудня 1936 року прем'єра фільму відбулась в США.

## Акторський склад
- Катерина Осмяловська — Наталка (співає Марія Литвиненко-Вольгемут )
- Іван Паторжинський — Макогоненко (виборний села)
- Степан Шкурат — Микола
- Григорій Манько — Возний
- М Платонов — Петро
- Ю. Шостаківська — Терпилиха Горпина

## Знімальна група

- Режисер-постановник і сценарист: Іван Кавалерідзе
- Оператори: Г. Химченко, Федір Корнєв
- Художники: Милиця Симашкевич, Іунія Майєр
- Художник по костюмах: Віра Кутинська
- Звукооператори: О. Прахов, Андрій Демиденко
- Музичний редактор: Володимир Йориш
- Режисер по монтажу: Тетяна Демітрюкова
- Диригент: Михайло Канерштейн

## Пам'ять

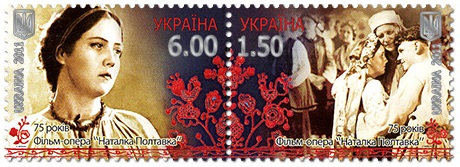
Поштові марки України: «75 років. Фільм-опера «Наталка Полтавка» (№ 1132, № 1133)

30 вересня 2011 року Українське державне підприємство поштового зв'язку «Укрпошта» для увіковічнення першої кіноопери в українському мистецтві ввело в обіг художні поштові марки, надруковані зчіпкою з двох марок: «75 років. Фільм-опера «Наталка Полтавка» (№ 1132, № 1133), конверт «Перший день» і штемпель спецпогашення. Художниця марки і штемпелів — Лариса Мельник. Матеріали для створення марок надані Державним музеєм театрального, музичного та кіномистецтва України. На одній з поштових марок зображено головну героїню фільму — Наталку, яку зіграла актриса Катерина Осмяловська. На другій — ключова сцена фільму, де мати благословляє Наталку та Петра на спільне життя.